# Public Interest Registry
Public Interest Registry (PIR) est une association sans but lucratif, créée par l'Internet Society en 2002 pour assurer la gestion du domaine Internet de premier niveau .org. Depuis 2014, l'association gère également les domaines .ngo et .ong ainsi que les domaines internationalisés .орг, .संगठन et .机构 (.org respectivement en alphabet cyrillique, en devanagari et en sinogrammes simplifiés).
En 2018, elle emploie 34 personnes et réalise un chiffre d'affaires de 94 millions de dollars.

## Historique
Au printemps 2002, l'Internet Corporation for Assigned Names and Numbers (ICANN) propose que le contrat de gestion du .org, qui arrive à terme le 31 décembre, ne soit pas renouvelé à Verisign afin de pouvoir le confier à une autre entité. En échange de l'abandon du .org, un contrat assure à l'entreprise de conserver la gestion du lucratif .com,. Onze organisations répondent à l'appel d'offre lancé par l'ICANN, dont Internet Society qui crée Public Interest Registry pour l'occasion et à qui est finalement attribuée la gestion du domaine .org.
Public Interest Registry, association à but non lucratif, succède officiellement à Verisign le 1er janvier 2003. David Maher est le premier directeur du conseil d'administration et Edward G. Viltz le premier directeur général.
Afilias, registre (notamment) du .info, assure la gestion technique du registre .org en vertu d'un contrat toujours renouvelé avec Public Interest Registry depuis 2003 et dont le montant pour 2018 s'élève à 18 millions de dollars (soit environ deux dollars par nom de domaine enregistré en .org) contre près de 38 millions de dollars l'année précédente.
L'association modifie son identité visuelle en septembre 2019. Le logo est renouvelé, le bleu turquoise devant représenter « la force et l'intégrité de PIR en tant que registre de confiance », d'autres sont créés pour les domaines qu'elle gère et son site actuel remplace l'ancien pir.org.

Logo de Public Interest Registry jusqu'en septembre 2019.

## Vente
Le 13 novembre 2019, Internet Society déclare céder Public Interest Registry (PIR) à Ethos Capital pour 1,135 milliards de dollars.
La vente de PIR doit cependant être approuvée par l'ICANN mais face aux critiques, à certains aspects de la transaction devant être clarifiés ainsi qu'à une enquête du procureur général de Californie, l'organisation suspend la procédure d'acquisition jusqu'au 20 avril 2020.

### Craintes des opposants
Les opposants à la vente craignent qu'en passant dans les mains d'une entreprise privée à but lucratif, le tarif pour acheter un nom de domaine en .org devienne potentiellement trop élevé pour les associations, l'ICANN ayant supprimé le plafond tarifaire du domaine quelques mois avant l'annonce de la vente de PIR et contre l'avis de la communauté. Par ailleurs, selon l'Electronic Frontier Foundation, le risque de censure d'un site en .org serait élevé puisqu'une entreprise privée peut mettre en place de tels mécanismes sans en référer à la communauté et qu'elle serait plus encline à obéir aux injonctions d'États autoritaires mettant en cause le travail d'organisations à but non lucratif.
Afin d'empêcher la vente, les opposants s'organisent en créant « Cooperative Corporation of .ORG Registrants », une coopérative qui pourrait reprendre les activités de PIR. La nouvelle entité rassemble des organisations notoires comme Creative Commons, l’Electronic Frontier Foundation, Demand Progress, Internet Archive, Public Knowledge ou encore Wikimedia Foundation. Elle crée une pétition en ligne qui, à la mi-février 2020, enregistre les signatures de 800 organisations et 24 000 personnes,.

### Soupçons de collusions
Associé à la dérégulation du tarif du .org, le contexte dans lequel la vente de Public Interest Registry est envisagée porte lui aussi à controverse. Ethos Capital, est créée seulement quelques mois avant l'annonce de la transaction dans le seul but d'acquérir PIR, le nom de domaine du site internet de l'entreprise étant enregistré par Fadi Chehade, ancien directeur de l'ICANN.
De plus, une des dirigeantes de Ethos Capital est Nora Abusitta-Ouri qui a travaillé avec Chehadé au sein de l'ICANN,. Dans une plainte déposée à l'ICANN, Namecheap (en) souligne que « le moment et la nature de tout ce processus est suspect »(p. 8-9) : selon son profil Linkedin, Nora Abusitta-Ouri est aussi directrice générale de Digital Ethos Foundation dont le nom de domaine est enregistré auprès d'une filiale de Donuts (en). L'actuel président-directeur général de PIR est Jon Nevett, cofondateur de Donuts qu'il quitte en octobre 2018, remplacé par Akram Atallah, PDG de cette dernière mais aussi ancien directeur à l'ICANN. Or, le fondateur et PDG de Ethos Capital, Erik Brooks, est membre du conseil d'administration de Donuts et a travaillé pour la société d'investissement Abry Partners où Fadi Chehade est employé en tant que conseiller principal lorsqu'elle achete Donuts.

### Réactions
Plusieurs personnalités ont réagi au projet de l'Internet Society de vendre PIR à Ethos Capital.
Marc Rotenberg (en), président fondateur du conseil d'administration de PIR déclare à Gizmodo : « Nous avons créé le domaine .org dans le but précis de promouvoir l'utilisation non commerciale de l'Internet... la transparence et la responsabilité [seront] perdues lorsque le Public Interest Registry sera acquis par une société d'investissement ».
Esther Dyson, sur Twitter : « En tant que présidente fondatrice de l'ICANN, je suis consternée... Ce n'est pas ce pour quoi nous avions travaillé ».
Pour Tim Berners-Lee, co-inventeur du World Wide Web : « Si le Public Interest Registry finit par ne plus être tenu d'agir dans l'intérêt public, ce serait une parodie. Nous avons besoin d'une explication urgente ».
Vint Cerf, co-inventeur du protocole TCP/IP et fondateur de l'Internet Society :« Je suis impatient de soutenir Ethos Capital et le PIR de toutes les manières possibles ». Selon lui, une augmentation importante des tarifs du domaine .org ne sera pas dramatique : « Difficile d'imaginer que 60 $ par an serait rédhibitoire, même pour les petites organisations à but non lucratif ».
Pour Andrew Sullivan, « Nous pensons que de nombreux membres de la communauté voient les avantages à long terme de cet accord. »